# Tempi migliori (film 1919)
Tempi migliori (Better Times) è un film muto del 1919 diretto da King Vidor e interpretato da ZaSu Pitts. In un piccolo ruolo, Julanne Johnston, che girerà poi, nel ruolo della principessa, Il ladro di Bagdad del 1924.

## Trama
Nancy, la figlia di un albergatore una volta molto noto e ora quasi rovinato, conosce Peter, un cliente, di cui si innamora. I due si mettono in affari insieme, ma un giorno lei pensa di essere stata tradita e lo lascia. Intanto suo padre si suicida dopo aver perso l'albergo al tavolo da gioco. Con i soldi dell'eredità, Nancy finisce gli studi. Tutte le sue compagne di studi ricevono molte lettere, mentre nessuno scrive a lei. Così si inventa di essere in corrispondenza con un famoso giocatore di baseball. Le studentesse, incredule, la portano a una partita per sbugiardarla. Ma Nancy si rende conto che il giocatore è proprio Peter: allora scavalca la ringhiera e si getta tra le sue braccia.

## Produzione
Le riprese degli esterni vennero girate a Pasadena, nell'Oak Knoll District.

## Distribuzione
Distribuito dalla Robertson-Cole Distributing Corporation, il film uscì in sala il 13 luglio 1919.

### Date di uscita
- Date di uscita IMDB, su imdb.com.
- USA	13 luglio 1919
- Portogallo	23 dicembre 1925

Alias
- Better Times	USA (titolo originale)
- Melhores Tempos	Portogallo
- Tempi migliori	Italia
- Tiempos mejores	Venezuela

### Critica
Variety, 3 marzo 1919:
King Vidor è sia autore che regista. Nel complesso è un lavoro ben fatto, benché sia opinione di chi scrive questa recensione che la produzione sarebbe stata migliore se ci fosse stata meno farsa e più commedia schietta e coinvolgente.